# Borzyszkowski (ród szlachecki)
Borzyszkowski – kaszubska rodzina drobnoszlachecka, wywodząca się ze wsi Borzyszkowy.
Najstarsza wzmianka pochodzi z roku 1352, kiedy komtur człuchowski Ludolf Hake, potwierdził nadanie własności wsi Borskow (Borzyszkowy) Janowi Szade i jego następcom.

W 1552 roku król Zygmunt August potwierdził prawa Borzyszkowskich do wsi Borzyszkowy. Drugim rodzinnym gniazdem po Borzyszkowach jest wieś Jabłuszek Duży. Z którego to wywodzi się gałąź Wyszków - Fiszków. Wieś i szlachectwo otrzymał Jakub Borzyszkowski za zasługi w bitwie pod Grunwaldem.

## Herby
Borzyszkowscy pieczętowali się kilkoma herbami: Borzyszkowski, Borzyszkowski III, Borzyszkowski IV, Lew II, Szeliga, Łodzia, a także być może Sas. Wizerunek herbu własnego Borzyszkowskich można obejrzeć na ambonie kościoła parafialnego w Borzyszkowach. Jest tam razem z trzema innymi herbami fundatorów ambony. Ksiądz prałat Jan Sylwester Wyszk Borzyszkowski posiada także oryginalny dokument z Kruszyna z wizerunkiem herbu Borzyszkowskich.

## Przydomki
- Chadzyn
- Dohna
- Gabrych
- Chamir
- Kpiąż
- Kujach
- Mol
- Misk
- Paniec
- Rybka
- Szada
- Wyszk alias Fiszka

Do naszych czasów Borzyszkowscy posługują się przydomkami: Szada, Wyszk i Fiszka.

## Literatura
- "Kaszuby – Przewodnik turystyczny" Jarosław Ellwart
- "Herbarz szlachty kaszubskiej" Przemysław Pragert
- "Dzieje Brus i okolic" Józef Borzyszkowski
- Wszystkie tomy z serii "Borzyszkowy i Borzyszkowscy" Józefa Borzyszkowskiego